# Fula Bantang
Fula Bantang (Schreibvarianten: Fulla Bantang und Fullabantang) ist eine Ortschaft im westafrikanischen Staat Gambia.
Nach einer Berechnung für das Jahr 2013 leben dort etwa 1299 Einwohner, das Ergebnis der letzten veröffentlichten Volkszählung von 1993 betrug 909.

## Geographie
Fula Bantang liegt am südlichen Ufer des Gambia-Flusses in der Central River Region, Distrikt Fulladu West. Der Ort liegt unmittelbar an der South Bank Road, Gambias wichtigster Fernstraße. Auf dieser Straße ist Fula Bantang zwischen Taifa Saikou und Yero Beri Kunda rund 5,2 Kilometer östlich von Taifa Saikou entfernt. Rund 2,7 Kilometer südlich liegt Sare N’Gai.